# Myopsocus andaquies
Myopsocus andaquies (лат.) — вид сеноедов рода Myopsocus из семейства Myopsocidae. Южная Америка: Колумбия. Название происходит от имени Belen de los Andaquies, где был найден голотип. Мелкие насекомые, длина переднего крыла около 4 мм. Основная окраска тела коричневая. Принадлежит к группе видов, у которых апикальный край переднего крыла гребенчатый, но в отличие от них имеет переднее крыло с ячейками М1 и М2 с апикальной гиалиновой зоной, доходящей до края крыла; фаллосома с боковыми стойками, базально расширенными и округлыми, сходящимися ежемесячно.